# Coche escoba

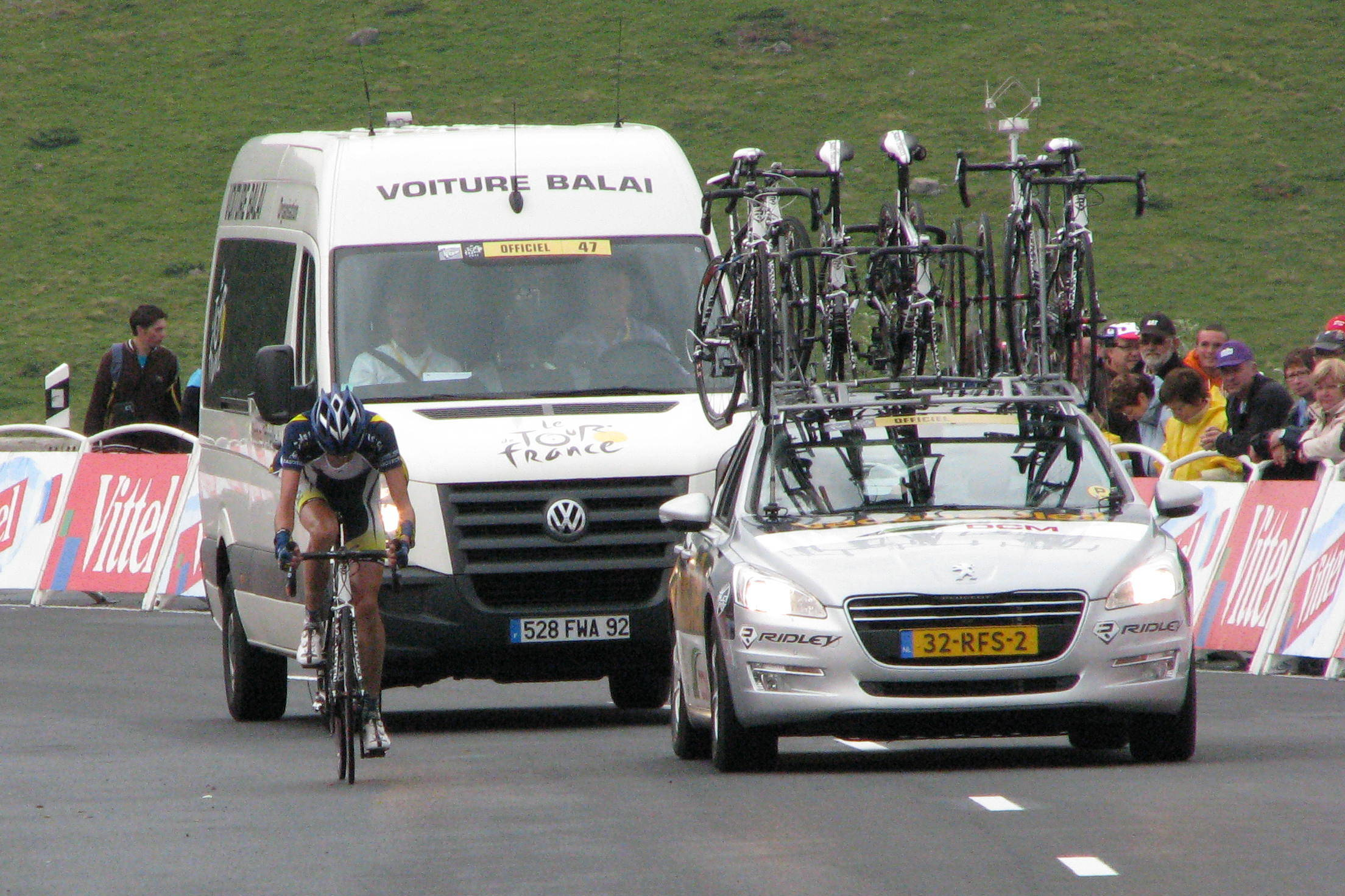
El coche escoba del Tour de Francia 2011 detrás de Wouter Poels.

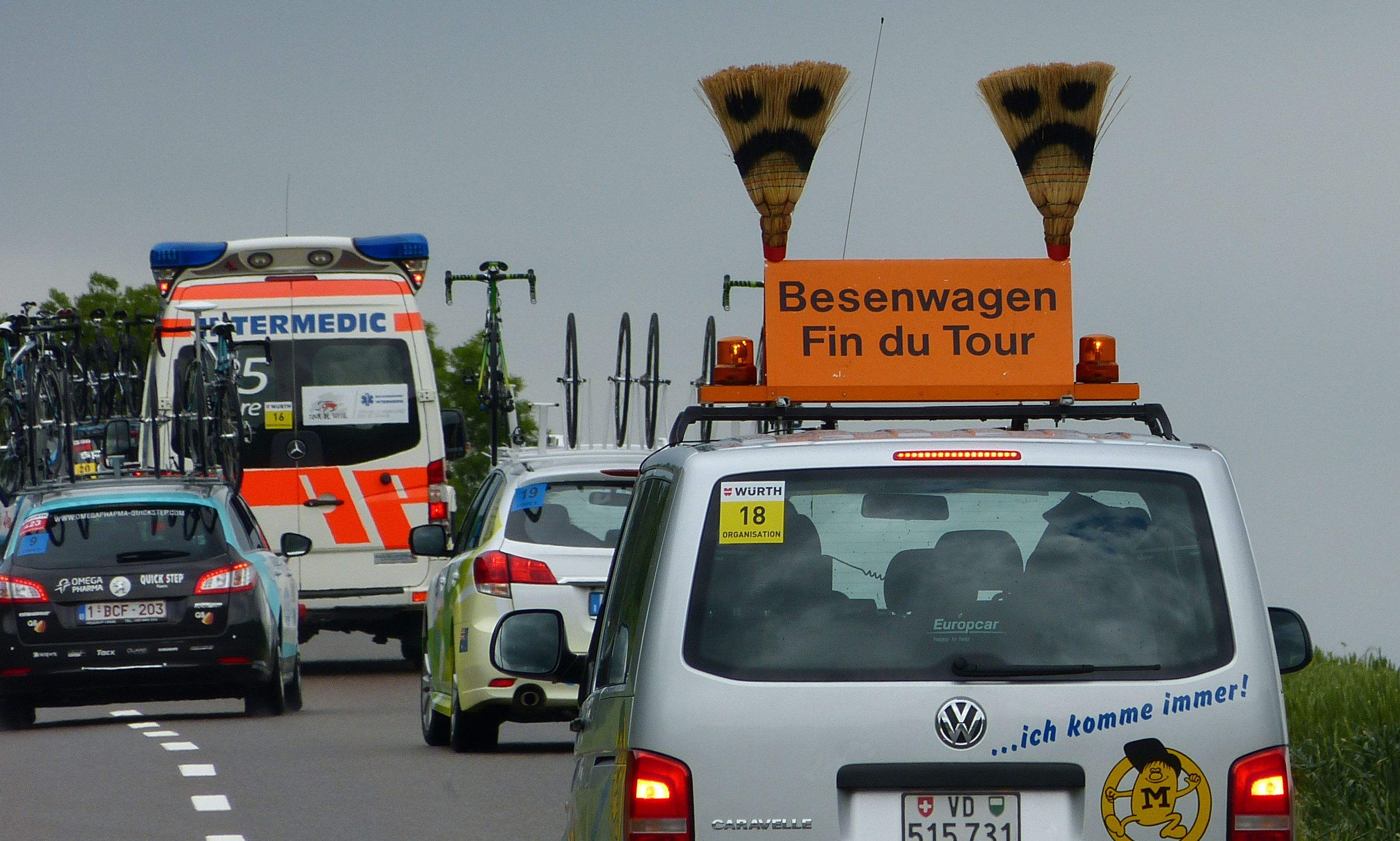
El coche escoba de la Vuelta a Suiza 2012.

El coche escoba es un vehículo de apoyo (normalmente una furgoneta o un minibús) en una carrera deportiva en carretera, como una carrera ciclista o una carrera a pie, que circula detrás de los últimos participantes. Su principal función es la de recoger a los corredores que ya no pueden o no quieren continuar en la carrera y llevarlos a la línea de meta o entregarlos a sus respectivos jefes de equipo. Si un ciclista opta por continuar detrás del coche escoba, deja de formar parte del convoy (y de la carrera), y debe respetar las normas de circulación habituales.
El término se ha extendido más allá del ámbito del ciclismo; por ejemplo, también se le denomina coche escoba al vehículo que se encarga de mantener la limpieza del recorrido de un desfile o una manifestación.

## Historia
El término "coche escoba" es un calco del francés voiture-balai (de voiture "coche" y balai "escoba"). Su primer uso en una competición ciclista se remonta al Tour de Francia de 1910. Fue concebido por Henri Desgrange, fundador del Tour, y en un principio su objetivo no era recoger a los ciclistas que abandonaban, sino comprobar que los ciclistas más rezagados no utilizaran otro medio de transporte que no fuera su bicicleta para terminar la etapa.

## Uso

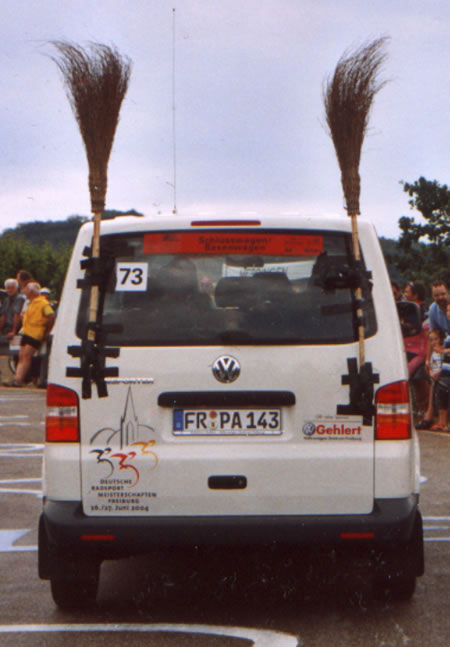
El coche escoba de una carrera ciclista alemana, con dos escobas atadas.

También se utiliza en otras carreras en carretera (triatlón, maratón, etc.). Por lo general, el tráfico se cierra mientras se desarrolla la carrera, pero puede reanudarse después de que haya pasado. Por tanto, también cumple la misión de indicar al público asistente que el que acaba de pasar es el último y por tanto ya no quedan más corredores. De manera análoga, al frente de la carrera, para las pruebas en carreteras cerradas, precede a los corredores un vehículo de apertura.
El término "escoba" proviene del hecho de que este vehículo va "recogiendo" a los competidores que no avanzan lo suficientemente rápido, se encuentran fuera de tiempo o abandonan la prueba por cualquier motivo (agotamiento, lesión, avería, etc.). Además, sus operarios suelen ofrecer palabras de ánimo y apoyo a los corredores más descolgados. En general, los corredores recogidos por el coche escoba quedan automáticamente eliminados de la competición. Se les retira el dorsal y terminan la etapa en la parte trasera del coche escoba, que a menudo es un minibús.
Suele llevar un rótulo identificativo y tradicionalmente lleva una o dos escobas de paja atadas, aunque esta costumbre está cayendo en desuso después de que varios equipos protestaran por ello al considerarla humillante para los corredores que debían abandonar y subirse en él.
Hoy en día, es frecuente que los deportistas que abandonan no suban al coche escoba, sino que prefieran utilizar el vehículo de su director deportivo. Este comportamiento está prohibido por el reglamento de algunas carreras ciclistas y puede ser sancionado con una multa.

## En otros deportes

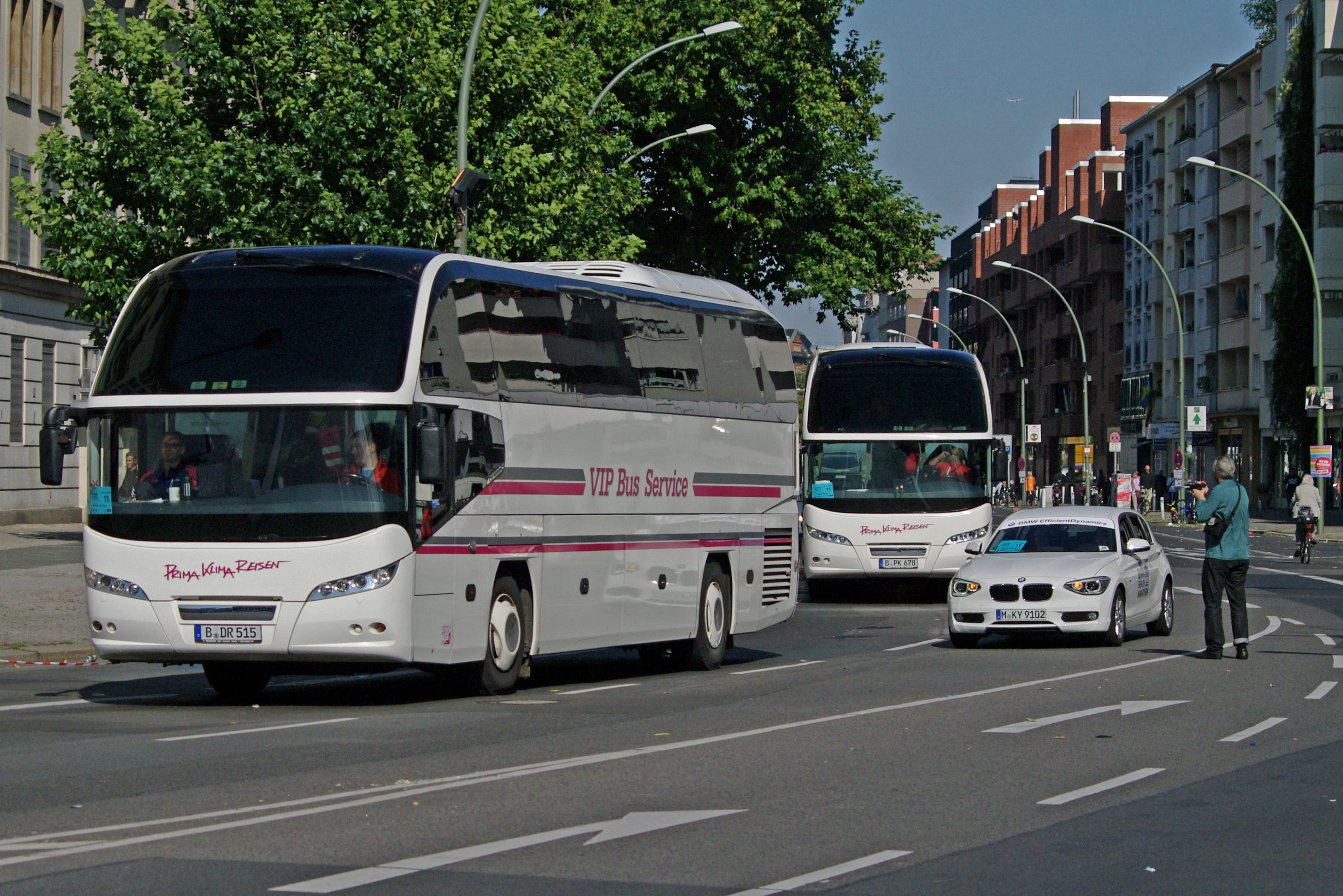
Los coches escoba de la Maratón de Berlín.

El uso del coche escoba se ha extendido a otras pruebas deportivas. Por ejemplo, su presencia es habitual en los maratones, particularmente los urbanos, ya que participan muchos corredores aficionados que en ocasiones no completan el recorrido en el tiempo previsto.
En algunas pruebas automovilísticas, como la Africa Eco Race o el Rally Dakar, un coche escoba recorre la ruta atendiendo a los automovilistas averiados.
En las carreras de montaña suele haber una "bicicleta escoba" cerrando la marcha. Si bien no puede recoger a los participantes que abandonan, puede prestar asistencia limitada y llamar por teléfono para pedir ayuda.